# Віоріка Некулай
Віоріка Некулай (6 лютого 1967) — румунська академічна веслувальниця.
Срібна призерка Олімпійських Ігор 1992 року в складі вісімки, учасниця 1988 року.
Чемпіонка світу 1989, 1993 років у складі вісімки, бронзова призерка 1989 (розпашні четвірки без стернової), 1991 (вісімки) років.